# Ken Tyrrell
Robert Kenneth "Ken" Tyrrell (East Horsley, 3 de maio de 1924 – 25 de agosto de 2001) foi um automobilista britânico e fundador da famosa equipe Tyrrell da Fórmula 1.
Integrou a RAF durante a Segunda Guerra Mundial. Após o fim da guerra, tornou-se piloto sem muito sucesso até 1959 quando montou uma equipe. Estreou na Fórmula 1 em 1968. Revelou e apoiou os pilotos Jackie Stewart, Jody Scheckter e John Surtees.
No seu comando, a escuderia disputou 430 grande prêmios, obteve 23 vitórias, 77 pódios, 14 pole position, 20 voltas mais rápidas, 621 pontos, o mundial de construtores em 1971 e o de pilotos com Jackie Stewart em 1971 e 1973.
Tyrrell foi um inovador. No GP da Espanha, Jarama, 1976, o dirigente foi responsável pela produção de um carro de Fórmula 1 com seis rodas, o Tyrrell P34. Após três provas, o sul-africano Jody Scheckter (vencedor) e o francês Patrick Depailler (2º lugar) conquistaram uma impressionante e histórica vitória com dobradinha o GP da Suécia, Anderstorp. Pela primeira - e que se revelaria única - vez um modelo de seis rodas venceu uma corrida de Fórmula 1.
No GP de San Marino, Ímola, 1990, o projetista Harvey Postlethwaite foi pioneiro na escuderia de Ken Tyrrell quando apresentou o Tyrrell 019 com o bico elevado e que foi copiado pelas demais escuderias nas temporadas seguintes.
Em dezembro de 1997, Tyrrell vendeu sua escuderia para o grupo British American Racing (BAR). A desistência de continuar na categoria é por causa dos custos.
Em 21 de janeiro de 1998, a Tyrrell apresentou o Tyrrell 026, o último modelo da equipe do senhor Ken Tyrrell. Eu tenho certeza de que a Fórmula 1 continuará muito bem sem mim, mas eu não tenho certeza se eu ficarei muito bem sem a Fórmula 1, afirmou Ken Tyrrell.
Conhecido como "Tio Ken", retirou-se das pistas em fevereiro de 1998.
Faleceu em sua casa em Surrey, ao sul de Londres em 25 de agosto de 2001, uma manhã de sábado. Em 1999, ele havia recebido o diagnóstico de câncer no pâncreas.
Presidiu a BRDC - British Racing Drivers' Club em 2000.